# استخدام من دون تصريح

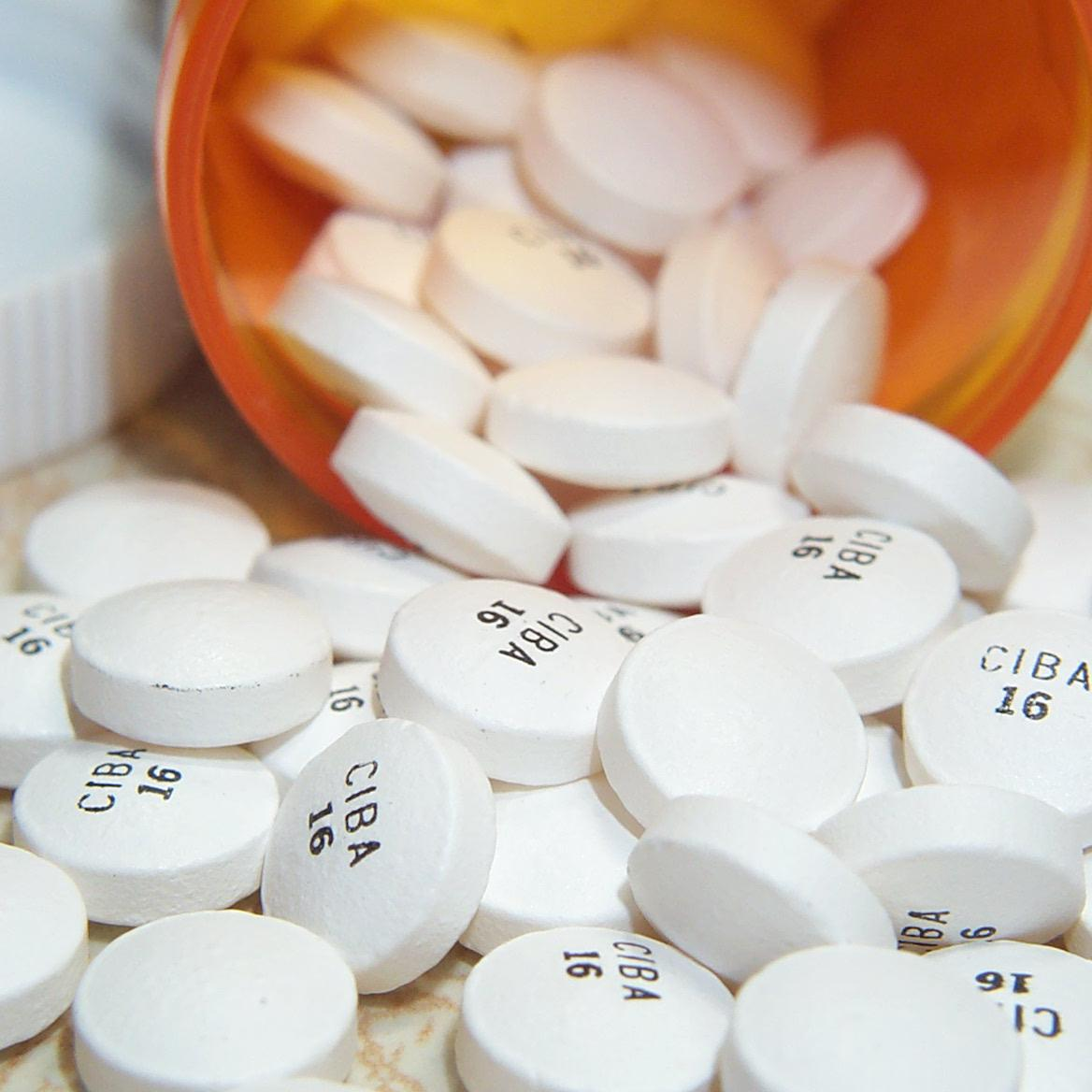

يطلق مصطلح استخدام بدون تصريح (بالإنجليزية: Off-label use)‏ على استخدام دواء ما للاستطباب العلاجي لفئة عمرية لم يصرح لها بالعلاج به أو بجرعة غير مصادق عليها أو بطريقة غير مصادق عليها.
و يعد استخدامه قانونيًا بشكل عام ما لم يكن ينتهك المبادئ التوجيهية الأخلاقية أو لوائح السلامة . و المقدرة على وصف الأدوية للاستخدامات بخلاف المؤشرات المعتمدة رسمياً للتأثير الجيد من قِبل مقدمي الرعاية الصحية . على سبيل المثال، يستخدم الميثوتركسيت بشكل شائع (بدون تصريح) لأن تأثيره المناعي يخفف الاضطرابات المختلفة.  ومع ذلك، يمكن أن يؤدي الاستخدام بدون تصريح إلى المخاطر الصحية والاختلافات في المسئولية القانونية. و عادةً ما يُحظر تسويق الادوية لاستخدامها بدون تصريح .
استخدام الدواء بصورة غير مصرح لها قد يجعل المريض عرضة للاعراض الجانبية غير المتوقعة 